# Nguồn gốc người Việt
Nguồn gốc người Việt Nam để chỉ nguồn gốc của các dân tộc sống ở Việt Nam. Hiện nay chỉ mới được xác định được nguồn gốc của một số dân tộc thiểu số mới hình thành hoặc di cư đến từ thời kỳ có sử như H'Mông, Sán Dìu... Đối với nhiều dân tộc, đặc biệt là người Việt/Kinh, thì còn ở mức giả thuyết. Các giả thuyết nguồn gốc các dân tộc tại Việt Nam được chia ra hai phái:
- Giả thuyết bản địa cho rằng các dân tộc tại Việt Nam vốn là chủ nhân của các nền văn hóa thời kỳ đồ đá tại Việt Nam từ 7-20 Ka BP (Kilo annum before present, ngàn năm trước)[1].
- Giả thuyết thiên di cho rằng các dân tộc tại Việt Nam bắt nguồn từ Tây Tạng[2] hoặc Hoa Nam, di cư đến vào thời kỳ đồ đá muộn.

## Quá trình hình thành các dân tộc tại Việt Nam
Chủng Nam Á chia thành một loạt các dân tộc mà các cổ thư Việt Nam và Trung Hoa gọi là Bách Việt.

## Bằng chứng

### Khảo cổ học

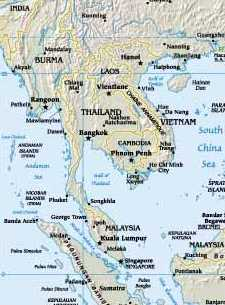
Vùng phân bố của văn hóa Hòa Bình

Các nghiên cứu khảo cổ học ở Việt Nam và Đông Dương có bề dày hơn một thế kỷ, là tư liệu chủ chốt trong tìm hiểu nguồn gốc các dân tộc. Nghiên cứu đã xác định ra các nền văn hóa cổ Việt Nam kế tiếp nhau từ 25 Ka BP (văn hóa Tràng An, văn hóa Ngườm) đến đầu công nguyên.
Một trong các bằng chứng nổi bật nhất chứng minh các dân tộc Đông Nam Á, trong đó có Việt Nam, có chung một thế hệ nguồn gốc đầu tiên là việc các nhà khảo cổ học đã phát hiện ra rất nhiều điểm tương đồng về một nền văn hóa rất phát triển gọi là Văn hóa Hòa Bình (niên đại 14 - 12 Ka BP) ở rải rác các nơi ở Đông Nam Á như Việt Nam, Thái Lan và "vòng đảo Đông Nam Á". "Người Hòa Bình là ai?. Trong hang Con Moong còn tìm thấy nhiều hài cốt, đa số xương đã mũn nát, nhưng còn một bộ với răng sọ, cho thấy chủng tộc là Australoid negrito" (Nguyễn Đức Hiệp, 2012). Trong các văn liệu quốc tế "người Hòa Bình" (Hoabinhian) này còn được gọi là Proto-Malay, đã phân bố rộng khắp Đông Nam Á, với các phát hiện ở Tabon (Palawan, Philippines), ở hang Niah (Sarawak, Malaysia), và ở các hang Ma, hang Pa Chan, Moh-Kiew, Lang Rongrien ở Thái Lan. Họ cũng được xác định là có liên hệ về di truyền với các chủng người bản địa Úc hiện nay.
Dựa theo thuyết "rời khỏi châu Phi" (Out-of-Africa) thì Hoabinhian thuộc làn sóng di cư thứ nhất. Làn sóng di cư thứ hai, được nhắc đến trong văn liệu Malaysia là "người Malay thứ hai" (Deutero-Malay) di cư đến thì Proto-Malay một phần bị đồng hóa, phần tuyệt diệt và phần còn sót lại đến ngày nay là những bộ tộc biệt lập người Negrito ở Philippines, Malaysia, Andaman, và còn sót ở Đài Loan đến Tk 19. Làn sóng di cư thứ hai dẫn đến vùng đông nam và đông châu Á nói chung, được định hình với các cư dân tổ tiên của các dân tộc thuộc ngữ hệ Nam Đảo, Nam Á, Tai-Kadai và Hán-Tạng, từ Ấn Độ đi qua hành lang Bengal đến chiếm lĩnh, thay thế dần Hoabinhian và tạo ra các nền văn hóa trẻ hơn. Sự di cư đến tạo ra tình trạng các dân tộc với các ngôn ngữ khác nhau sống xen nhau.
Trường phái "phát triển liên tục" thì cho rằng các nền văn hóa cổ đã phát triển liên tục và kế tiếp nhau đến thời sơ sử. Cá biệt còn có ý kiến cho rằng từ "văn hóa Hòa Bình từ Đông Nam Á lan tỏa đến các vùng khác", coi Đông Nam Á là một trong số cái nôi phát triển của loài người, như Wilhelm G. Solheim (1972), Stephen Oppenheimer, và một số học giả trong nước. Tuy nhiên một số ý kiến này xuất hiện trước khi có tiến bộ trong ứng dụng sinh học phân tử. Và việc kiểm chứng bằng sinh học phân tử để xác định quan hệ tổ tiên của các di cốt, để xác định sự liên tục phát triển, thì không được quan tâm thực hiện (tình trạng năm 2019).
Dù ý kiến khác nhau, thì các bằng chứng khảo cổ học cho thấy các dân tộc chủ yếu hiện sống trên lãnh thổ Việt Nam, vào đầu thời sơ sử đã là các dân tộc bản địa.

### Di truyền học
Những thành tựu về di truyền học và sinh học phân tử trong sinh học đã cung cấp phương tiện hàng đầu cho nghiên cứu tiến hóa của loài người, cũng như tiến hóa của sinh giới nói chung. Theo dõi các biến dị trong bộ mã di truyền cho phép xác định sự tiến hóa và phát tán các quần thể người. Trong số đó thì nghiên cứu các vùng mã di truyền sau đây có ứng dụng đặc biệt:

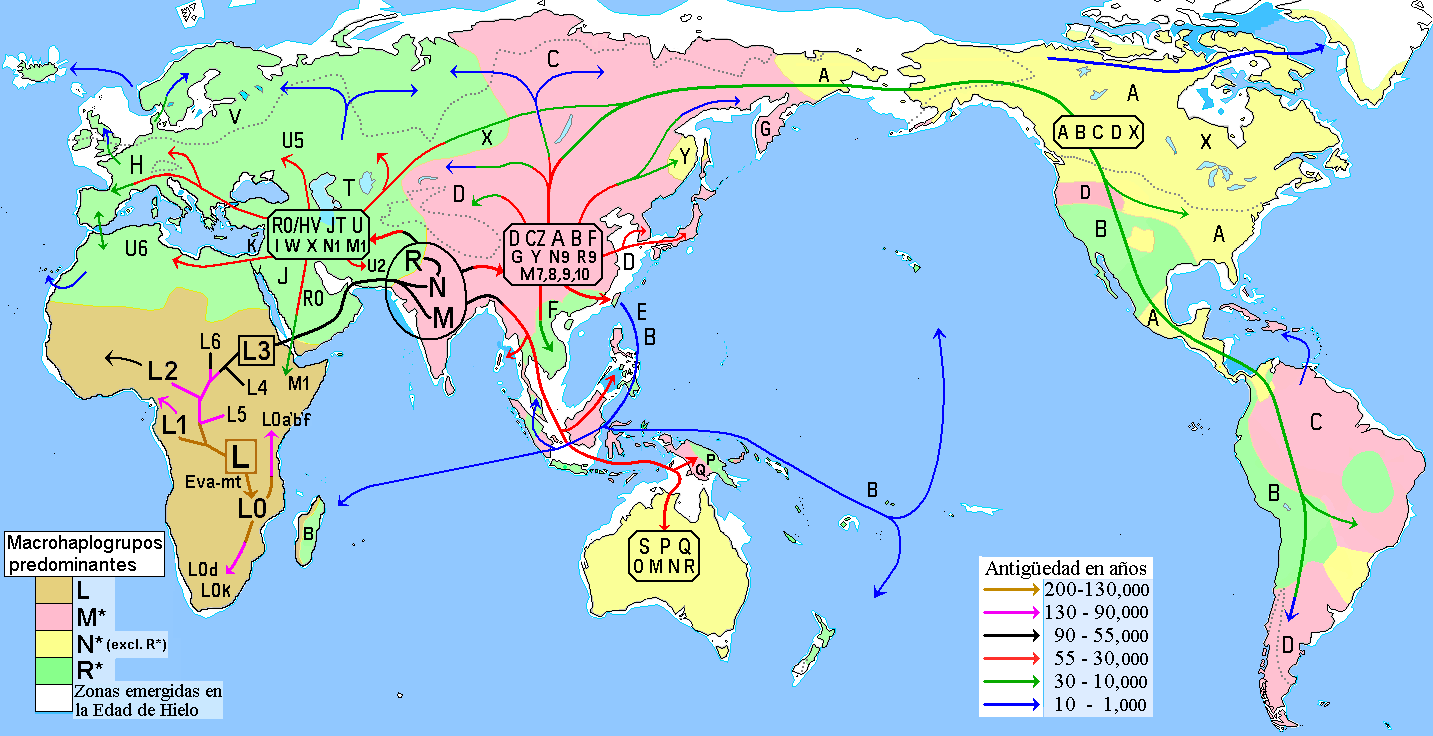
Đường phát tán loài người theo các nhóm đơn bội mtDNA (dòng mẹ) theo Kalevi Wiik (2008). Phần màu trắng là đất liền vào thời kỳ băng hà 10 Ka về trước, nay bị chìm dưới biển.

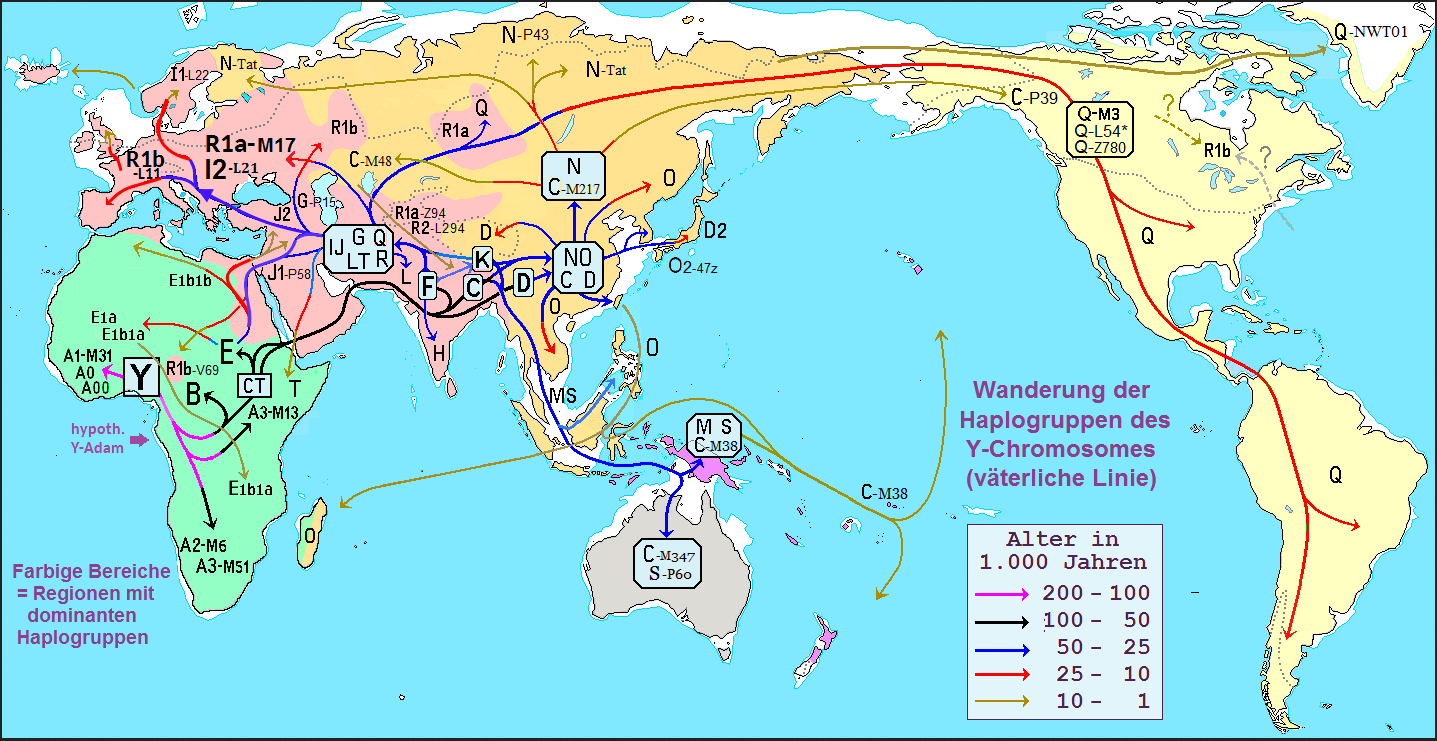
Đường phát tán loài người theo các nhóm đơn bội Y-DNA (dòng bố) theo Kalevi Wiik (2008).

- Vùng không tái tổ hợp trên nhiễm sắc thể Y (NRY), gọi là các nhóm đơn bội Y-DNA, là các mã di truyền chỉ truyền theo dòng đực, nhờ đó truy tìm được phả hệ theo bố của cá thể đực. Nó dẫn đến kết luận về ông Adam nhiễm sắc thể Y, tổ phụ gần nhất của tất cả nam giới hiện nay trên thế giới, sống vào cỡ 100 đến 300 Ka BP tại châu Phi.[9][10]
- DNA của ty thể, hay mtDNA, là các mã di truyền chỉ do mẹ truyền cho con (gái & trai), nhờ đó truy tìm được phả hệ theo mẹ của cá thể cái. Nó dẫn đến kết luận về bà Eve ti thể, tổ mẫu gần nhất của tất cả phụ nữ hiện nay trên thế giới, sống vào cỡ 100-200 Ka BP tại châu Phi.[11][c]

Ngoài ra, các yếu tố như nhóm kháng nguyên bạch cầu (HLA, Human Leucocyte Antigen), dấu chỉ bàn tay,... là biểu hiện của mã di truyền nhưng dễ đo dạc hơn, cũng được sử dụng.
Việc so sánh gen trong di cốt cổ với người hiện đại thì phục vụ truy tìm quan hệ tổ tiên và hậu duệ. Nếu thực hiện thì sẽ xác định được chủ nhân các nền văn hóa cổ, ví dụ ở bán đảo Đông Dương là ai, có liên tục đến nay hay không.
Các nghiên cứu còn thực hiện ở các động thực vật nuôi trồng mà họ mang theo, thậm chí cả vi khuẩn trong bao tử,... Những nghiên cứu này xác định lúa châu Á Oryza sativa đều phát tích từ một giống lúa hoang ở miền nam Trung Quốc ngày nay từ lúa hoang Oryza rufipogon từ 8-13 Ka BP. Có tài liệu nói đến thuần hóa lợn từ 9 Ka BP, nhưng nguồn dẫn chứng thiếu rõ ràng.

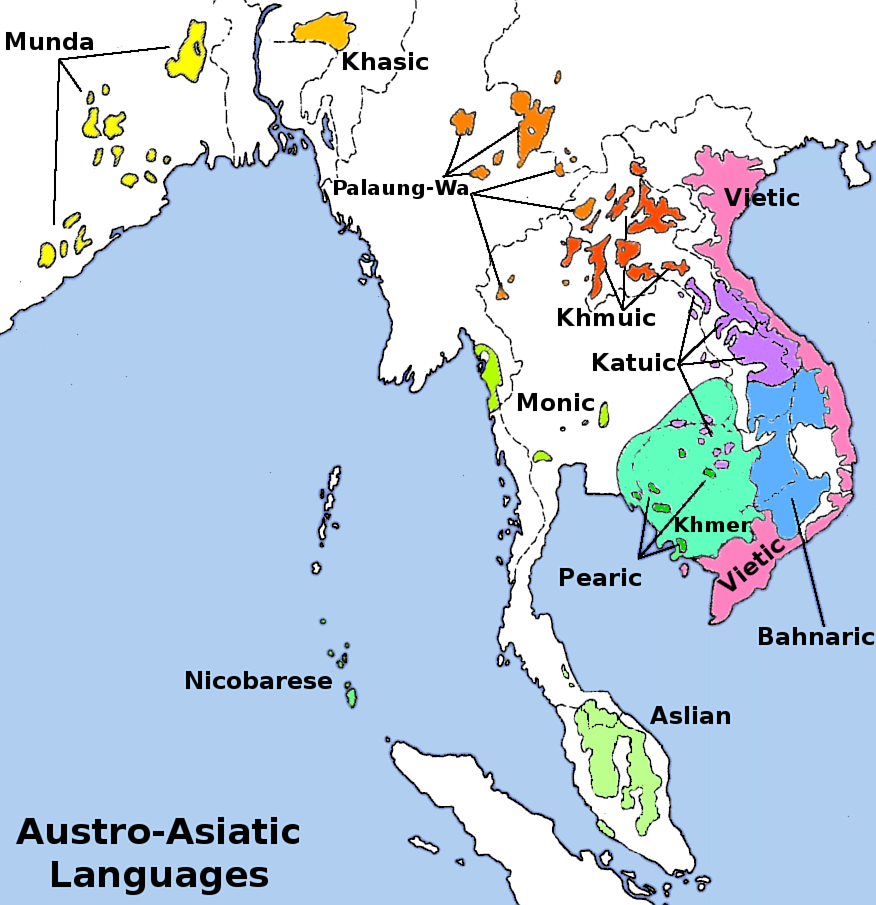
Phân bố hiện nay của các ngôn ngữ thuộc ngữ hệ Nam Á, gợi ý hình dung quá trình đông tiến của proto-Austro-Asiatic từ Ấn Độ

Kết quả nghiên cứu sinh học phân tử dẫn đến mô hình được chấp nhận rộng rãi nhất và hợp lý nhất về sinh học, là thuyết "rời khỏi châu Phi" (Out-of-Africa). Thuyết này cho rằng loài người hình thành ở châu Phi và phát tán ra khắp thế giới theo nhiều đợt, thể hiện thống trị trên các trang wiki về "Human evolution". Nó làm đảo lộn nhiều giả thuyết trước đây vốn dựa trên thuyết nguồn gốc đa vùng.
Đợt phát tán đầu tiên là cuộc vượt Biển Đỏ của cỡ 150-300 người, xảy ra vào quãng giữa 120 - 60 Ka BP, chiếm lĩnh vùng Cận Đông. Họ phát triển và phát tán về phía đông, đến tận Úc, thể hiện ở hóa thạch Mungo Man 40 Ka BP, và là tổ tiên của thổ dân châu Úc (Aborigine) hiện nay. Rosenberg và các nhà khoa học TQ (2002) thì công bố hóa thạch người tại Liu Jiang (Quảng Tây, TQ, phát hiện 1958) định được tuổi là 67 Ka?. Mặt khác các học giả nói chung đã cho rằng thổ dân Úc không phải là họ hàng gần nhất của một số nhóm người Nam Á hoặc nhóm châu Phi. Mô hình di cư cho thấy tại nơi mà tổ tiên của họ đi qua Nam Á đến Australia mà không pha lẫn di truyền với các quần thể khác trên đường đi. Kỹ thuật di truyền cho thấy hồi 60 Ka BP, số lượng người hiện đại trên toàn hành tinh chỉ khoảng 10 ngàn trong độ tuổi sinh sản. Điều này cho thấy hồi 40 Ka BP thì vùng Đông Nam Á tới Australia đã có người nhưng với mật độ thưa thớt. Họ là những Hoabinhian hay "Proto-Malay", bộ phận còn sót đến ngày nay là những người Negrito.
Liên quan đến đợt di cư sau tới vùng Đông Á thì nghiên cứu gen của Chu J.Y. và cộng sự (1998), cho ra nhiều ý nghĩa, thể hiện ở nhận xét "Phát sinh chủng loài học cũng cho rằng có nhiều khả năng tổ tiên của người hiện đang cư trú tại khu vực Đông Á đến từ Đông Nam Á". Các nghiên cứu Y-DNA sau này (2007) thì cho thấy "Sự phổ biến của nhóm đơn bội O1 Y-DNA trong số các sắc tộc Nam Đảo và Thái cũng gợi ý về nguồn gốc tổ tiên chung với các dân tộc Hán-Tạng, Nam Á và H'Mông-Miền vào khoảng 35 Ka BP tại Trung Quốc". Điều này phụ họa với thuyết Out-of-Africa, rằng các nhóm thuộc pro-mongoloid đã hình thành đâu đó ở phía đông của vùng Trăng lưỡi liềm màu mỡ (Fertile Crescent) đến vùng sông Hằng, và đã Đông tiến, một bộ phận theo đường Altai đến Trung Bắc Á, còn bộ phận khác qua Ấn Độ đến Đông Á và Đông Nam Á. Bằng chứng khảo cổ cho thấy người tiền sử đến nam Trung Quốc qua đường Vân Nam từ hơn 30 Ka BP.
Các nghiên cứu gen tốn kém nên tại Việt Nam ít được thực hiện. Một số được thực hiện với sự tài trợ của nước ngoài (Pháp), như nghiên cứu DNA của Vu - Trieu (1997) hay nghiên cứu mtDNA của Ivanova (1999) lại cho ra kết quả  bị phê phán, vì đã chọn số gen ít, không đặc trưng, và đặc biệt là lấy mẫu từ người Kinh ở Hà Nội, vốn có nguồn gen phức tạp, có sự tiếp nhận gen từ dòng người Hoa nhập Việt qua ngàn năm bắc thuộc và ngàn năm phong kiến sau đó. Đáng ra họ phải lên vùng núi mà lấy mẫu ở người Mường.
Dẫu vậy thì các nhà nghiên cứu hiện nay đã vận dụng thành tựu chung của thế giới về thuyết Out-of-Africa và công nghệ phân tích gien di truyền. Nguồn gốc các dân tộc cần xác định ở dòng chảy chung của quá trình phát tán đông tiến của những người proto-Austro-Asiatic từ tiểu lục địa Ấn Độ bắt đầu vào cỡ 30-40 Ka BP, lúc xảy ra các chủng Indo-European xâm lấn. Trên đường phát tán chung thì một số thị tộc proto-Austro-Asiatic trụ lại đâu đó và tồn tại đến ngày nay ở phía đông Ấn Độ, như các chủng nói tiếng Munda, Khasi thuộc ngữ hệ Nam Á. Bộ phận lớn thì chiếm lĩnh dải từ nam Myanmar, trung Thái Lan đến phía Đông bán đảo Đông Dương, phát triển thành các dân tộc Môn-Khmer hiện nay. Theo nghiên cứu năm 2019 về bộ gen của người Việt thì cho rằng loài người hiện đại đã di cư từ châu Phi từ 200.000 năm trước, khoảng 40.000 - 60.000 năm trước đã đến cư trú tại Việt Nam, sau đó tiếp tục di cư lên các nước Đông Á.
Tuy nhiên theo một nghiên cứu mới đây trái với nhận định của viện nghiên cứu tế bào gốc-công nghệ gen Vinmec (VRISG). Năm 2019, viện nghiên cứu hệ gen Việt Nam hợp tác với viện nhân chủng và tiến hóa Max Planck (Đức), phòng thí nghiệm động lực học ngôn ngữ của Đại học Lion (Pháp) năm 2020 đã chứng minh tổ tiên người Việt có nguồn gốc chủ yếu là những người Đông Á cổ đại trong làn sóng di cư từ miền Nam Trung Hoa về khu vực Bắc Bộ Việt Nam và trải dài khắp Đông Nam Á từ 2.500-4.000 năm trước. Với số lượng mẫu, quy mô nghiên cứu lớn hơn và có độ tin cậy cao, được cộng đồng khoa học quốc tế bình duyệt đăng tải trên tạp chí MBE sinh học phân tử và tiến hoá, công trình này đã mở ra một hướng đi mới trong việc nghiên cứu nguồn gốc của người Việt.

### Ngôn ngữ học
Ngôn ngữ có vai trò thiết yếu trong việc phân loại các tộc người và theo dõi sự tiến hóa của các nhóm cư dân gần gũi nhau về mặt nhân chủng, được khẳng định là bằng chứng chỉ đứng sau di truyền học bởi nhà nghiên cứu L. Cavalli-Sforza. Dựa trên dấu vết ngôn ngữ mà ta có thể đoán được sự phân bố không gian của các dân tộc lân cận nhau trong lịch sử.

#### Dấu vết ngôn ngữ trong tiếng Hán
Một số nhà nhân chủng ngôn ngữ học đã xác định "một số từ Trung Quốc có gốc rễ từ các từ Việt cổ", như "giang" (江) có nghĩa là sông (như trong Dương Tử Giang). 越, 粵, 鉞 trong chữ Hán cổ đều có âm là "việt" và cùng nghĩa có thể thay thế lẫn nhau được. Ngày nay 鉞, "lưỡi rìu dùng trong nghi lễ" và có thể tìm thấy rất nhiều ở Hàng Châu, Chiết Giang, là một phát minh của phương Nam; 粵 là tên gọi tắt cho tỉnh Quảng Đông; còn 越 chỉ Việt (Việt Nam) hoặc khu vực bắc Chiết Giang bao quanh Thiệu Hưng và Ninh Ba. Các tên gọi có thể có nguồn gốc phương Nam như Thần Nông, Nữ Oa vì không theo ngữ pháp tiếng Hoa.
Những biểu hiện này được các nhà nghiên cứu nói trên coi là bằng chứng về lãnh thổ Việt cổ ở phương bắc, cũng như để truy tìm cội nguồn dân tộc. Tuy nhiên nó không có tiếng vọng tới các nghiên cứu và văn liệu quốc tế. Nó thể hiện có các điểm yếu:
- Quá trình bành trướng và đồng hóa của người Hoa về phương nam được sử sách Trung Quốc ghi chép, gọi tên vùng là "Bách Việt", và tiếng nói của vùng là tiếng Hoa theo phát âm địa phương và hiện được gọi là "Việt ngữ" (Yue Chinese) mà ở Việt Nam gọi là tiếng Quảng Đông. Trong quá trình bành trướng thì một số từ ngữ hay địa danh được giữ nguyên và sử dụng. Các nghiên cứu của Chu J.Y.[17] cũng xác nhận giữa người Hán nam với người Hán bắc có sự khác nhau về một số gen.
- Việc coi Bách Việt là cương vực của người Việt cổ thì là chủ đề tranh cãi, vì rằng vùng này vốn có nhiều sắc dân thuộc các ngữ hệ phương nam khác nhau sinh sống, người Âu Việt hay Lạc Việt chỉ là một bộ phận.
- Ý tưởng nghiên cứu xác định bằng chứng về cương vực Việt cổ theo truyền thuyết "phía bắc giáp hồ Động Đình" thì bất khả thi, đơn giản là cư dân ở hồ Động Đình đã Hán hóa không ủng hộ nữa.

#### Diễn tiến của tiếng Việt
Tiếng Việt đã được các nhà nghiên cứu trong và ngoài nước xác định là thuộc ngữ chi Việt (Vietic) cùng với tiếng Mường và tiếng của một số sắc dân thiểu số Nguồn, Chứt (Cheut), Pọng ở dãy núi Trường Sơn hay Thaveung (Aheu), Arem, Maleng,... ở trung & nam Lào, thuộc khối Việt-Katu của Nhóm ngôn ngữ Môn-Khmer, trong ngữ hệ Nam Á (Austro-Asiatic Languages), cũng như tiến trình phát triển và phân nhánh ngôn ngữ:
Austro-Asiatic → Đông Môn-Khmer → proto Việt-Katu → proto Việt Chứt → Việt Mường chung → Phân tách Việt Mường (Tk 12).
Quá trình phân tách tiếng Việt với tiếng Mường diễn ra từ Tk 7-8 và kết thúc ở Tk 12 (thời nhà Lý). Sự phân tách người Kinh khỏi khối Việt-Mường được xác định là do ảnh hưởng của quá trình Hán hóa cả về ngôn ngữ và di truyền xảy ra trong thời kỳ Bắc thuộc. Nó cho thấy nghiên cứu sinh học phân tử ở người Kinh dễ bị lỗi nếu không chọn được cách lấy mẫu phù hợp. Các luận bàn về ngôn ngữ được nêu ở một đoạn ở bài của Bùi Xuân Đính.
Tiến trình này cho thấy nguồn gốc các dân tộc Việt cổ gắn với sự phát tán đông tiến của các dân tộc Nam Á, đặc biệt là nhóm Môn-Khmer, và là phù hợp với bằng chứng sinh học phân tử và thuyết "từ châu Phi". Trong quá trình đông tiến này, phần lớn dân nhóm Môn-Khmer tiến đến trung phần bán đảo Đông Dương. Riêng các thị tộc "proto Việt Chứt" đã hình thành ở đâu đó, rồi sau đó, bộ phận tiến đến vùng Bắc Việt ngày nay hình thành ra người Việt Mường cổ, còn các thị tộc tổ tiên của người Thaveung (Aheu), Arem, Maleng,... dừng lại ở trung & nam Lào, còn người Nguồn, Chứt (Cheut), Pọng thì đến dãy núi Trường Sơn, Quảng Bình.

### Văn hóa dân gian

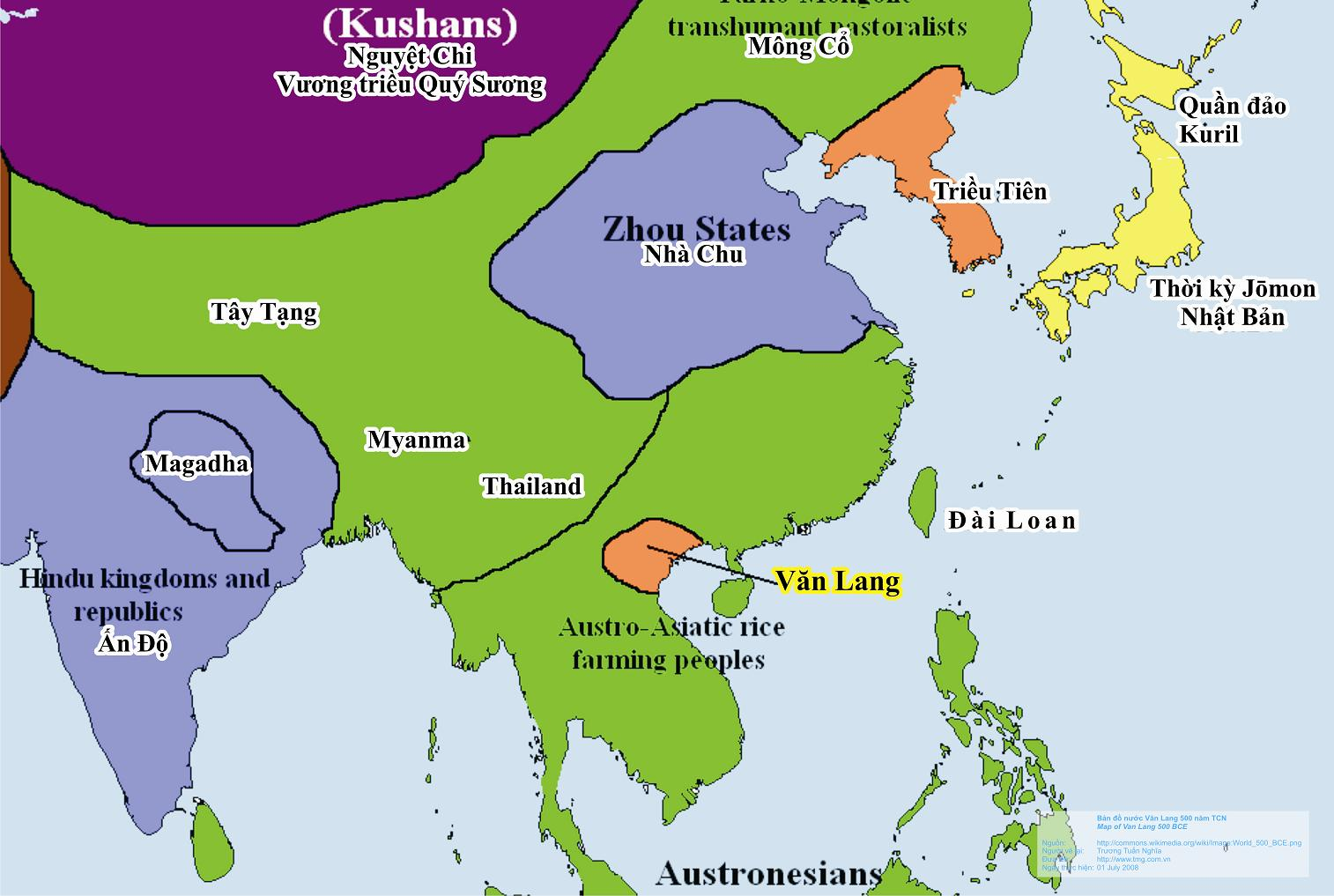
Nước Văn Lang năm 500 TCN

#### Các truyền thuyết
Truyền thuyết "Con Rồng cháu Tiên" nói về nguồn gốc của dân tộc Việt.
- Nguồn gốc dân tộc Việt bắt đầu từ họ Hồng Bàng. Vị vua đầu tiên là Kinh Dương Vương (vua nước Xích Quỷ) hiện còn có mộ tại làng An Lữ, xã Đại Đồng Thành, huyện Thuận Thành, tỉnh Bắc Ninh. Ông lên làm vua vào khoảng năm Nhâm Tuất (2879 TCN) sau đó lấy bà Long Nữ (con gái Thần Long là vua Hồ Động Đình), sinh hạ được Sùng Lãm. Sùng Lãm lên làm vua, lấy hiệu là Lạc Long Quân, lấy bà Âu Cơ (con gái Đế Lai) sinh ra 100 trứng, nở ra 100 người con. Một hôm nhà Vua bảo bà Âu Cơ: "Ta là giống Rồng, nàng là giống tiên, thủy hỏa khắc nhau, chung hợp thật khó". Bèn từ biệt nhau. Hai ông bà đồng ý chia hai số người con; 50 người con theo mẹ lên núi, số còn lại theo cha xuống biển. Sau đó, nước Xích Quỷ chia thành nhiều nước gọi là Bách Việt. Một trong các nước nhỏ này là nước Văn Lang. Lạc Long Quân về sau phong cho người con trưởng làm vua nước Văn Lang, xưng hiệu là Hùng Vương thứ 1, đặt quốc hiệu là Văn Lang, đóng đô ở Phong Châu (Bạch Hạc, Vĩnh Phúc hoặc Phú Thọ). Dòng dõi Hùng Vương lưu truyền được 18 đời, đến đời Hùng Vương thứ 18 thì bị nhà Thục lấy mất nước.
- Trích Đại Việt Sử ký toàn thư khắc ở bia lăng Kinh Dương Vương như sau: Kinh Dương Vương tên huý là Lộc Tục, là bậc thánh trí có tư chất thông minh, tài đức hơn người, tinh thần đoan chính, sức khoẻ phi thường. Kinh Dương Vương hình thành nhà nước sơ khai đầu tiên vào năm Nhâm Tuất (2879 TCN) đặt quốc hiệu là Xích Quỷ (tên một vì sao sắc đỏ rực rỡ, sáng nhất trong 28 vì sao của dải ngân hà) đóng đô ở Hồng Lĩnh (nay là Ngàn Hống, huyện Can Lộc, Hà Tĩnh). Sau đó dời đô ra Ao Việt (Việt Trì). Bờ cõi đất nước được xác định. Phía Bắc giáp Động Đình Hồ, phía Tây giáp Ba Thục (Trung Quốc), phía Nam giáp Hồ Tôn (Chiêm Thành), phía Đông giáp biển Nam Hải. Kinh Dương Vương lấy thần Long Nữ sinh ra Lạc Long Quân (tên huý là Sùng Lãm). Lạc Long Quân lấy con gái Đế Lai là bà Âu Cơ sinh ra 100 con trai. Con cả là Hùng Quốc Vương (Hùng Đoàn) hiện đền thờ tại đền Hùng, Phú Thọ.
- Cụm di tích lăng và đền thờ Kinh Dương Vương ở làng An Lữ, xã Đại Đồng Thành, huyện Thuận Thành, Bắc Ninh là chốn linh thiêng bậc nhất được xếp vào loại miếu thờ đế vương các triều đại từ cổ xưa. Đây là nơi duy nhất ở Việt Nam dựng lên để tưởng nhớ Thủy tổ người Việt là Kinh Dương Vương (cha của Lạc Long Quân, ông nội Vua Hùng). Phía trước phần mộ Kinh Dương Vương cổ có hai chữ Bất Vong, nghĩa là không bao giờ bị lưu lạc. Phía dưới hàng ngang có 5 chữ: "Ái Quốc Mạc Vong Tổ". Phía hậu lăng là bức Nam Tổ Miếu. Hai bên lăng có đôi câu đối ghi: "Quốc Thống Khai Nam Phục/ Bi Đình Kỷ Thành Công". Giữa lăng là bia đá khắc 3 chữ Kinh Dương Vương đã được vua Minh Mạng năm thứ 21 trùng tu lần cuối cùng vào năm 1840. Phía bên ngoài lăng có đôi câu đối: "Xích Quỷ sơ đồ xuất/ Hồng bàng vạn đại sương". Các nhà khảo cổ và văn hóa khi về đây nghiên cứu sắc phong và phần mộ cổ đều công nhận: "Đây là chốn linh thiêng bậc nhất được xếp vào loại miếu thờ đế vương các triều đại cổ xưa".

#### Các tập tục
Các tập tục: ăn trầu, nhuộm răng,... hiện diện ở các dân tộc vùng nhiệt đới, nơi trầu cau phát triển, từ Ấn Độ qua Đông Nam Á đến thổ dân Đài Loan, và người Austronesia ở các đảo phía nam. Những dân tộc này có ngôn ngữ thuộc hai ngữ hệ Nam Á và Nam Đảo.
Tập tục ăn trầu, và tích "Kulabob và Manup" tương tự như Sơn Tinh Thủy Tinh, Trầu Cau ở Việt Nam, có mặt ở những vùng xa phía nam như New Guinea, được Stephen Oppenheimer nêu trong cuốn "Địa đàng ở phương Đông".
Những dấu tích này gợi ý đến tổ tiên của các dân tộc đã từng chia sẻ không gian chung ở đâu đó, có thể là Ấn Độ như nghiên cứu "Y-DNA, 2007" đã nêu.

## Biến động dân tộc từ khi giành độc lập
Người Việt Nam đang sống trên lãnh thổ Việt Nam hiện nay là tập hợp các cộng đồng người Kinh chiếm đa số (82%) và 53 cộng đồng người thuộc sắc tộc thiểu số. Người Kinh không phải là một cộng đồng dân tộc thuần nhất về mặt nguồn gốc, mà là tập hợp của hàng chục sắc tộc đã từng lai tạp đồng hóa với nhau trong quá khứ của ba cộng đồng chính, nhưng ngày nay đều có chung một đặc tính thống nhất về phong tục tập quán và sử dụng hoàn toàn tiếng Việt. Nghiên cứu di truyền nhân chủng học chỉ ra rằng cả ba cộng đồng người Việt khá thuần nhất và khoảng cách di truyền gần với những người nói tiếng Tày-Thái (bao gồm những người Tày Nùng ở Việt Nam và Choang ở Trung Quốc) hơn là những người Chăm hay Khmer.

## Các tranh luận

### Người cổ xưa
Giới khảo cổ học chính thống Việt Nam đã phát hiện nhiều bằng chứng cho thấy người cổ đại từng sinh sống định cư lâu dài tại nhiều địa điểm ở Việt Nam..
Năm 2016, Viện Khảo cổ học công bố "Phát hiện chấn động về người Việt cổ cách nay 80 vạn năm ở Gia Lai", là kết quả nghiên cứu hợp tác với Viện Khảo cổ học - Dân tộc học Novosibirsk, Viện Hàn lâm Khoa học Nga, khảo sát di tích thời đại Đá cũ ở thị xã An Khê . Sau đó năm 2018 công bố lại tại Huế về "người tiền sử An Khê cách đây 800.000 năm", và được truyền thông chính thống tán thưởng .
Tuy vậy, Hà Văn Thùy phản bác kết luận này.

### Phạm vi phân bố
Vùng cư trú (lãnh thổ) của người Việt cổ là chủ đề có nhiều ý kiến khác nhau, trong đó có vấn đề vùng "Bách Việt" có quan hệ như thế nào đến người Việt cổ.
Lãnh thổ truyền thuyết của người Việt cổ là nước Xích Quỷ, được nói là "phía bắc giáp hồ Động Đình", hay là vùng phía nam sông Trường Giang trở xuống . Vùng có phần chung với vùng hồi đầu công nguyên gọi là Bách Việt, là vùng được lý giải giữa "trăm tộc" và "trăm công quốc". Đó cũng là vùng được coi là nơi Các sắc tộc Thái hình thành, cư trú và từ đó phát tán, nhưng người Thái Lan không nhắc đến từ "Việt" .
Phần lớn các dân tộc Bách Việt hiện nay đã bị sáp nhập và đồng hóa vào Trung Quốc, nay còn bị đồng hóa cả phần lịch sử. Dịp từ giữa tháng 12/1998 đến 3/1999 nhân kỷ niệm 10 năm kết nghĩa giữa hai thành phố Fankfurt (Đức) và Quảng Châu (Trung Quốc), cuộc triển lãm có tên là "Schätze für König Zhao Mo - Das Grab von Nan Yue" (Bảo vật vua Triệu Mộ - lăng mộ vua Nam Việt) được tổ chức tại Fankfurt và München.
Hàng ngàn vật trưng bày là cổ vật đồ tùy táng trong ngôi mộ, như trống đồng, thạp đồng, gương đồng, đồ gốm, ngọc bích... được người Trung Quốc giới thiệu là đưa từ "Tây Hán Việt Vương mộ bác vật quán". Tuy nhiên các chuyên gia khảo cổ học và cổ sử người Đức đã khẳng định các trưng bày là đặc trưng của văn hóa Đông Sơn do dân Lạc Việt thời Hùng Vương chế tác, và đã sửa tên tiếng Đức của triển lãm.